# 새뮤얼 버지스존슨
새뮤얼 버지스존슨(영어: Samuel Burgess-Johnson)은 잉글랜드의 아트 디렉터, 그래픽 디자이너이자 사진가로, 로스앤젤레스에서 활동하며, The 1975, 토베 로, 울프 앨리스, 노 롬 등의 음악가와 많이 협업하는 것으로 알려져 있다.

## 경력
새뮤얼 버지스존슨은 대학교를 졸업하고 아트 디렉트로서 일하기 시작하면서 멜버른으로 거처를 옮겼다. 새뮤얼은 어셔, 울프 앨리스, 알루나조지, 페일 웨이브스, 코스츠 등과 일하였다. 또한 브랜드 유니레버나 나이키와도 협업을 진행하였다.
새뮤얼은 잉글랜드의 인디 록 밴드 The 1975의 아트 디렉터이며, 리드 보컬리스트인 매티 힐리와는 함께 동거를 한 적도 있었다. 밴드의 첫 익스텐디드 플레이인 “Facedown”의 표지에 참여하였다. 버지스존슨은 매티 힐리에게 필리핀 음악가인 노 롬을 소개시켜주었으며, 노 롬은 후 The 1975의 레이블인 더티 히트와 계약하였다.
버지스 존슨은 프랭클리 일렉트릭의 2017년 음반 “Blue Ceilings”의 표지를 디자인하였으며, The 1975의 세 번째 정규 음반 “I Like It When You Sleep, for You Are So Beautiful Yet So Unaware of It”으로 그래미 어워드에 후보로 오르기도 하였다.
2018년에는 달스턴에서 로스앤젤레스로 이사를 갔으며, 30 세컨즈 투 마스, 타쿠, 와피아 드의 음악가와 협업하였다.
포터 로빈슨의 2020년 싱글 ‘Get Your Wish’의 뮤직 비디오에 참여하였다.